# Doľany, Levoča
Doľany este o comună slovacă, aflată în districtul Levoča din regiunea Prešov. Localitatea se află la altitudinea de 590 m deasupra n.m., se întinde pe o suprafață de 3,67 km2 și în 2017 număra 724 de locuitori.

## Istoric
Localitatea Doľany este atestată documentar din 1314.

## Demografie
| An:                | 1994 | 2004    | 2014    | 2024    |
| ------------------ | ---- | ------- | ------- | ------- |
| Număr de persoane: | 274  | 430     | 655     | 901     |
| Diferență:         |      | +56,93% | +52,32% | +37,55% |

| An:                | 2023 | 2024   |
| ------------------ | ---- | ------ |
| Număr de persoane: | 865  | 901    |
| Diferență:         |      | +4,16% |